# Vohipeno (Vohipeno)
Vohipeno è un comune rurale (kaominina) del Madagascar orientale. È il capoluogo del distretto di Vohipeno, nella regione di Vatovavy-Fitovinany.
La popolazione del comune è stata stimata, nel censimento del 2001, in circa 18 000 abitanti.
La città è ubicata sulle sponde del fiume Matitanana.

## Infrastrutture e trasporti
Vohipeno è sede di una stazione fluviale sul Canal des Pangalanes.